# Llista de grans mestres templers
Els grans mestres de l'Orde del Temple van ser:
| Nom                     | Duració del mandat segons Malcolm Barber | Duració del mandat segons Piers Paul Read |
| ----------------------- | ---------------------------------------- | ----------------------------------------- |
| Hugues de Payns         | 1119-1136                                | 1119-1136                                 |
| Robert de Craon         | 1136-1149                                | 1136-1149                                 |
| Everard des Barres      | 1149-1152                                | 1149-1152                                 |
| Bernard de Tramelay     | 1153-1153                                | 1153-1153                                 |
| André de Montbard       | 1154-1156                                | 1154-1156                                 |
| Bertrand de Blanchefort | 1156-1159                                | 1156-1169                                 |
| Philippe de Milly       | 1169-1171                                | 1169-1171                                 |
| Eudes de Saint-Amand    | 1171-1179                                | 1171-1179                                 |
| Arnau de Torroja        | 1181-1184                                | 1180-1184                                 |
| Gerard de Ridefort      | 1185-1189                                | 1185-1189                                 |
| Robert de Sablé         | 1191-1192/3                              | 1191-1193                                 |
| Gilbert Erill           | 1194-1200                                | 1194-1200                                 |
| Philippe du Plaissis    | 1201-1209                                | 1201-1209                                 |
| Guillem de Chartres     | 1210-1218/9                              | 1210-1219                                 |
| Pere de Montagut        | 1219-1230/2                              | 1219-1232                                 |
| Armand de Périgord      | 1232-1244/6                              | 1232-1244                                 |
| Richard de Bures        | -                                        | 1244-1247                                 |
| Guillem de Sonnac       | 1247-1250                                | 1247-1250                                 |
| Renaud de Vichiers      | 1250-1256                                | 1250-1256                                 |
| Thomas Bérard           | 1256-1273                                | 1256-1273                                 |
| Guillem de Beaujeu      | 1273-1291                                | 1273-1291                                 |
| Thibaud Gaudin          | 1291-1292/3                              | 1291-1293                                 |
| Jacques de Molay        | 1293-1314                                | 1293-1314                                 |